# Redigobius macrostoma
Redigobius macrostoma es una especie de pez de la familia de los Gobiidae en el orden de los Perciformes.

## Morfología
Los machos pueden llegar a alcanzar los 5 cm de longitud total.

## Hábitat
Es un pez de clima subtropical y bentopelagico.

## Distribución geográfica
Se encuentra en Australia.

## Observaciones
Es inofensivo para los humanos.